# Herrschaft Bettingen
Die Herrschaft Bettingen war ein Territorium im Herzogtum Luxemburg, das bis zum Ende des 18. Jahrhunderts bestand. Namensgebend war die ehemalige Burg Bettingen, die auf dem Gebiet der heutigen Ortsgemeinde Bettingen im Eifelkreis Bitburg-Prüm (Rheinland-Pfalz) lag.

## Zugehörende Ortschaften
- Baustert (zum Teil)
- Bettingen
- Feilsdorf (zum Teil)
- Mülbach (zum Teil)
- Olsdorf
- Peffingen
- Stockem (zum Teil)
- Wettlingen

Die Herrschaft Bettingen war Teil des Verwaltungsbezirks Quartier Bitburg. Die jeweils anderen Teile an Baustert, Feilsdorf, Mühlbach und Stockem gehörten zur Herrschaft Neuerburg (Quartier Vianden), Gericht Oberweis.

## Geschichte
Die Herrschaft Bettingen, urkundlich erstmals im Jahr 1451 erwähnt, gehörte seit dem 16. Jahrhundert den Grafen von Manderscheid-Kail, denen 1742 die Grafen von Manderscheid-Blankenheim folgten. Die Landeshoheit hatte das Herzogtum Luxemburg.
Im Jahr 1794 hatten französische Revolutionstruppen die Österreichischen Niederlande, zu denen das Herzogtum Luxemburg gehörte, besetzt und im Oktober 1795 annektiert. Unter der französischen Verwaltung wurde das Gebiet dem Departement der Wälder zugeordnet, Baustert, Feilsdorf, Mülbach, Olsdorf und Stockem gehörten zum Kanton Neuerburg, Bettingen, Peffingen und Wettlingen zum Kanton Bitburg.